# 中华人民共和国青岛海事法院
中华人民共和国青岛海事法院，位于青岛市崂山区云岭支路3号，是中华人民共和国的一所海事法院。

## 沿革
1984年5月24日，中华人民共和国最高人民法院(84)法司字第80号、交通部(84)交办字第985号联合发文《关于设立海事法院的通知》，决定以上海、天津、青岛、大连、广州、长江（驻武汉市）六个水上运输法院筹备组为基础，分别由上海港务管理局、天津港务管理局、青岛港务管理局、大连港口局、广州海运管理局、长江航务管理局负责组建上海、天津、青岛、大连、广州、武汉海事法院，各海事法院自1984年6月1日起宣告成立，并从1984年10月1日开始受理案件。海事法院由交通部主管，专门审理海事海商和行政诉讼案件。1984年11月14日，第六届全国人民代表大会常务委员会第八次会议通过《关于在沿海港口城市设立海事法院的决定》，同日国家主席李先念签署中华人民共和国主席令第二十号公布施行。自1984年组建至1999年，青岛海事法院由交通部代管。
1999年7月1日，根据中央编办、最高人民法院、交通部、财政部《关于理顺大连等6个海事法院管理体制若干问题的意见》，青岛海事法院由交通部移交中共山东省委、山东省人民政府、山东省高级人民法院管理，行政级别由副厅局级提升为正厅局级，受青岛市人民代表大会常务委员会监督并向其报告工作。2010年9月，新建的青岛海事法院审判综合大楼竣工并投入使用。

## 管辖

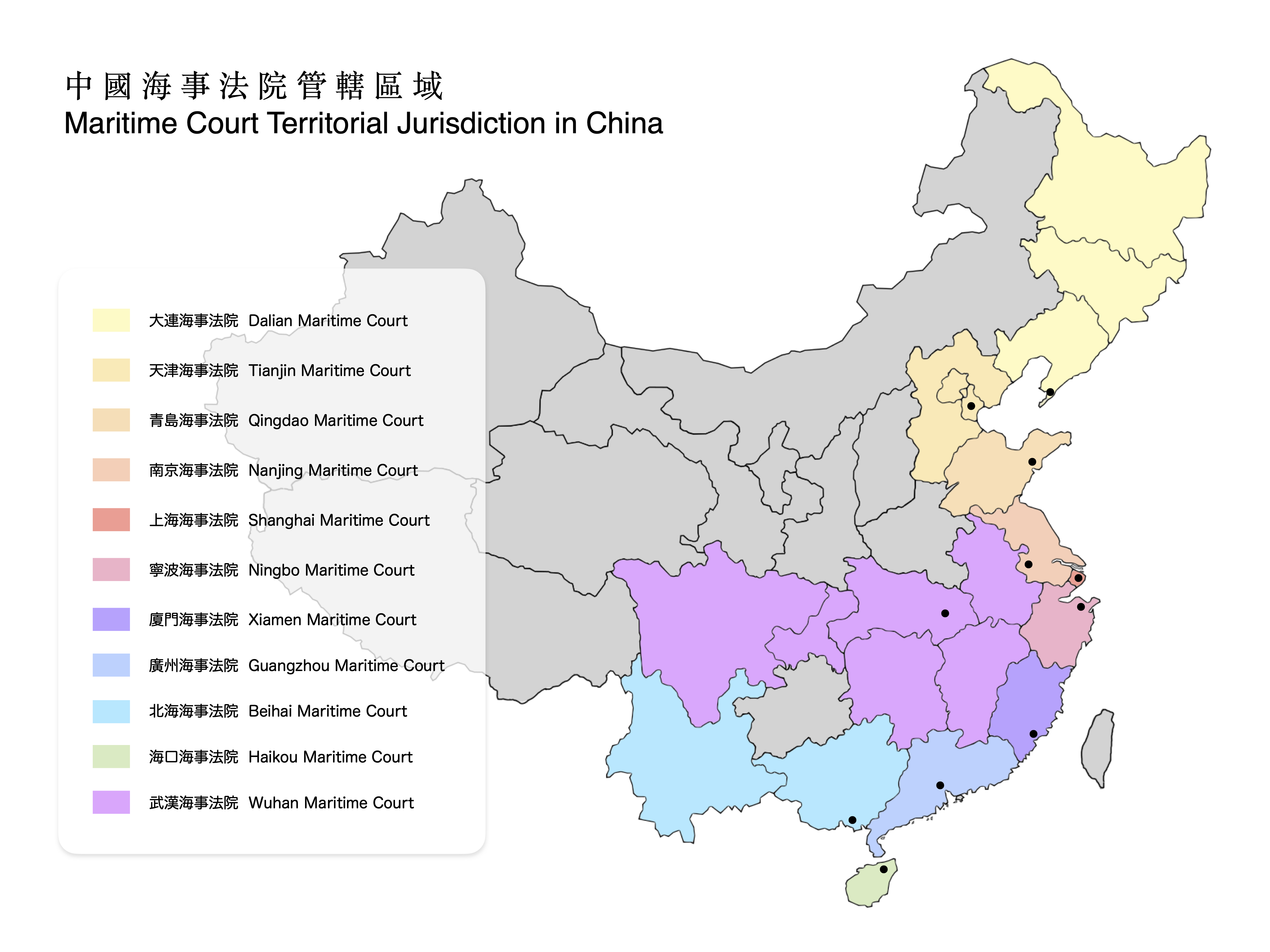
青岛海事法院管辖区域主要为山东省水域

本法院的辖区为山东省沿海7个地市、3345公里的海岸线及其延伸海域、海上岛屿及所有港口。受理案件为一审海事案件、海商案件及海事行政案件。

## 机构设置

### 审判机构
- 审判管理办公室
- 立案庭
- 海事审判庭
- 海商审判庭
- 审判监督庭
- 执行庭
- 烟台派出法庭
- 威海派出法庭
- 日照派出法庭
- 石岛派出法庭
- 潍坊派出法庭
- 东营派出法庭[2]

### 其他机构
- 办公室
- 政治部
- 机关党委
- 监察室
- 研究室[2]

## 历任院长
- 王金鹏（？－？）[8]
- 王延义（1997年6月－2009年6月25日）[9]
- 霍力民（2009年6月25日－）[10]